# عائلة باوس
عائلة باوس أو دي باوس هي عائلة نرويجية ظهرت لأول مرة كأعضاء في صفوة المجتمع في مدينة أوسلو في القرن السادس عشر. أقدم نسب لهذه العائلة يعود لأخان شقيقان من مدينة أوسلو أصبحا كاهنان وهما: هانز (1587–1648) وبيدر بوفيلسون باوس (1590–1653). في كتابه «سليكتين باوس» («عائلة باوس») لأخصائي علم الأنساب ستيان هرلوفسن فين غرون أرجع العائلة لجيلين ونسب أصلها إلى هانز أولفسون (توفي عام 1570)، وهو عضو في رجال الدين الملكيين في النرويج قبل الإصلاح وبعده، الذي خدم ككنسي في كنيسة سانت ماري وهي الكنيسة الملكية في أوسلو ومقر حكومة النرويج في ذلك الوقت، والذي ينتمي إلى طبقة النبلاء العالية المنزلة بفضل مرتبته الكنسية والحكومية العالية. يُعرف اسم باوس في أوسلو منذ القرن الرابع عشر، وعلى وجه الخصوص المتحدث باسم القانون في أوسلو نيكولاس باوس (الذي تم ذكره في 1329-1347) واسمًا لأحد «مزارع المدينة» في العصور الوسطى في أوسلو (ذكر في 1324–1482) على الأرجح سكيت العائلة على اسم نيكولاس باوس أو عائلته. بغض النظر، من المرجح أن عائلة باوس الحديثة هي العائلة الوحيدة الباقية من مدينة أوسلو التي تعود إلى القرون الوسطى والتي أحرقت عام 1624 دون إعادة بنائها، مما جعلها العائلة التي لديها أطول تاريخ موثق في العاصمة النرويجية.
كان لدى كاهن الرعية في فريدريكستاد هانز بوفلسون باوس (1587-1648) عددًا محدودًا من السلالات الأبوية أي أبوي النسب (ينسب الولد لأبيه)، في حين أن كاهن الرعية في كفيتسايد ورئيس كنيسة أبر تلمارك بيدير بوفيلسون باوس (1590–1653) لديه عدد كبير من الأحفاد حتى يومنا هذا. في الفترة من القرن السابع عشر إلى القرن التاسع عشر، كانت العائلة من بين أهم النخب الإقليمية، «الطبقة الأرستقراطية من المسؤولين (مسؤوليين في الدولة)» في منطقة أبر تيليمارك، حيث خدم العديد من أفراد الأسرة ككهنة وقضاة وتقلدو مناصب أخرى، وحيث كانت العديد من المناصب في الدولة والرتب الكنسية وراثية في الأسرة لفترات طويلة. على سبيل المثال، تم شغل منصب رئيس المحكمة العليا في أبر تليبارك من قبل العائلة لمدة 106 سنوات (1668-1774) وتمريره بطريقة وراثية عبر اجيالها المتعاقبة.